# Cavalieri di bronzo
I Bronze Saints (青銅聖闘士?, Bronze Saints,  lett. Sacri guerrieri di bronzo), o Cavalieri di bronzo, sono dei personaggi dei manga e degli anime dell'universo fantastico de I Cavalieri dello zodiaco (Saint Seiya in originale), nato dal mangaka Masami Kurumada.
Rappresentano la casta più bassa della scala gerarchica dei guerrieri al servizio della Dea Atena e come tutti gli altri vestono un'armatura (o Cloth) ispirata alle costellazioni; nel loro caso le loro armature sono di bronzo (chiamate in originale Bronze Cloths o Armature di bronzo nel doppiaggio televisivo italiano,) e si ispirano a costellazioni.

## Caratteristiche
I Bronze Saints, così come tutti gli altri guerrieri al servizio di Atena, vengono insigniti di tale rango prima della reincarnazione della Dea. Appartenendo alla casta più bassa, i Bronze Saints possiedono un cosmo inferiore ai Silver Saints e ai Gold Saints. Nonostante ciò possono infrangere la barriera del suono e le loro abilità di combattimento sono estremamente superiori a quelle di un umano normale. I candidati Bronze Saints sono affidati alla tutela di un maestro indicato dal Santuario (un Silver Saint o un Gold Saint) e quando ottengono la propria qualifica ricevono un Cloth in accordo al collegamento con la propria costellazione.
Poiché i Gold Saints sono spesso impegnati in importanti mansioni al di fuori del Santuario e vengono richiamati solo nei casi di estrema necessità, sono i Silver Saints a compiere la maggior parte delle missioni e, molto spesso, sono affiancati proprio dagli stessi Bronze Saints.
Differentemente dai Silver Cloths o dai Gold Cloths, i Bronze Cloths sono molto meno resistenti, congelano a -150 °C, e coprono una piccola percentuale del corpo del Saint. Inoltre, insieme alla loro funzione di base difensiva, le armature di bronzo possiedono accessori speciali ed unici per ciascuna armatura, come le catene di Shun di Andromeda o il potere di rigenerazione del Cloth di Ikki della Fenice. Questi privilegi vengono dati esclusivamente ai Bronze Saint per permettere loro di aiutare meglio i Silver Saint (questo perché i Silver sono dotati di poteri sufficienti per non aver bisogno di accessori speciali).
Secondo il vecchio maestro Dohko di Libra, i Bronze Saint sono una componente molto importante nell'esercito di Athena.

## Bronze Saints ufficiali
Sul numero dei Bronze Saints esiste un'enorme confusione, dovuta alle varie opere che vanno apertamente in contraddizione tra loro. Ufficialmente, secondo quanto dichiarato nell'enciclopedia Taizen, esistono 48 Bronze Saints. Dal manga classico (e anime classico), vengono indicati come appartenenti a Bronze Saints le costellazioni di: Pegaso, Dragone, Cigno, Andromeda, Fenice, Unicorno, Lupo, Orsa Maggiore, Idra Femmina, Leone Minore e Camaleonte. Kurumada ha poi indicato come di bronzo anche l'armatura del Bulino, apparsa nell'enciclopedia Taizen.
| N. | Bronze Saint           | Costellazione | Apparizione                                                             |
| -- | ---------------------- | ------------- | ----------------------------------------------------------------------- |
| 1  | Seiya (Pegasus), Tenma | Pegaso        | Seiya esordisce nella Serie classica, Tenma esordisce in Next Dimension |
| 2  | Shiryu (Sirio)         | Dragone       | Serie classica e Next Dimension                                         |
| 3  | Hyoga (Cristal)        | Cigno         | Serie classica e Next Dimension                                         |
| 4  | Shun (Andromeda)       | Andromeda     | Serie classica e Next Dimension                                         |
| 5  | Ikki (Phoenix)         | Fenice        | Serie classica e Next Dimension                                         |
| 6  | Jabu (Asher)           | Unicorno      | Serie classica                                                          |
| 7  | Ban                    | Leone Minore  | Serie classica                                                          |
| 8  | Ichi (Aspides)         | Idra          | Serie classica                                                          |
| 9  | Geki (Gerki)           | Orsa Minore   | Serie classica                                                          |
| 10 | Nachi (Black)          | Lupo          | Serie classica                                                          |
| 11 | June (Nemes)           | Camaleonte    | Serie classica                                                          |
| 12 | Sconosciuto            | Bulino        | Enciclopedia Taizen                                                     |
| 13 | Shion                  | Ariete        | Next Dimension                                                          |
| 14 | Dohko                  | Libra         | Next Dimension                                                          |

### Jabu dell'Unicorno
Jabu dell'Unicorno (一角獣星座の邪武?, Yunikōn no Jab), o più semplicemente Asher nel doppiaggio televisivo italiano, è il Bronze Saint appartenente alla costellazione dell'Unicorno. Fisicamente molto simile a Seiya, con il quale è sempre in conflitto, Jabu è un ragazzo dai capelli neri (biondi nell'anime) e, come rivelato nell'enciclopedia Taizen, è innamorato di Saori Kido. È uno degli orfani cresciuti da Mitsumasa Kido (nel manga, invece, è uno dei suoi 100 figli) ed è stato inviato ad Orano, in Algeria, per ottenere il Bronze Cloth dell'Unicorno. Riuscito nell'impresa fa ritorno in Giappone per partecipare alle Galaxian Wars, torneo indetto da Saori per eleggere il nuovo Gold Saint del Sagittario. Dopo aver sconfitto Ban del Leone Minore, Jabu combatte contro Shun di Andromeda, da cui viene messo in serie difficoltà. Lo scontro, tuttavia, viene interrotto da Ikki che, con grande facilità, riesce a sconfiggere Jabu. Successivamente fa sporadiche apparizioni nel corso della serie, difendendo Saori prima al Grande Tempio (quando la fanciulla rimane ferita dalla freccia di Tramy) e successivamente, ma solo nell'anime, da Syd. Durante la guerra contro Ade, invece, protegge Seika, sorella di Seiya.
L'unica tecnica di Jabu è l'Unicorn Gallop (ユニコーンギャロップ?,  Yunikōn Gyaroppu) (Galoppo dell'Unicorno nella traduzione del manga di Granata Press e Criniera dell'Unicorno nel doppiaggio italiano dell'anime), ma il Bronze Saint la usa pochissime volte nel corso della serie. Nell'anime consiste in una potente ginocchiata scagliata mentre Asher si lancia in avanti, in modo da trasferire nel colpo tutto il suo slancio. Nel manga, invece, la tecnica è leggermente diversa e viene lanciata con una serie di calci dall'alto.
Come tutti i Saint di Atena anche Jabu indossa un Cloth (o Sacra Armatura), più precisamente il Bronze Cloth (o Armatura di bronzo) dell'Unicorno, che rappresenta proprio l'omonimo animale mitologico. La versione manga ha l'elmo a diadema, tenuto sul posto solo da tre sottili fascette metalliche che si avvolgono attorno al cranio. Nell'anime, invece, l'elmo è a casco, ovvero copre per intero la nuca, il cranio, la fronte e le tempie, arrivando fino ai bordi della mascella ma lasciando del tutto scoperto il viso e il mento.
Oltre alla serie principale, Jabu compare nel quinto film, nei manga Episode G Assassin e Saintia Sho e nell'anime Saint Seiya Ω. In quest'ultima serie abbandona l'investitura, ritirandosi a vita privata in un ranch. Successivamente ritorna a combattere e, per l'occasione, diventa uno Steel Saint, indossando un'armatura d'acciaio personalizzata, dalle forme simili a quelle originali della sua corazza di bronzo.

Il suo nome originale in giapponese significa "guerriero sleale" o anche "cucciolotto".

### Ban del Leone Minore
Ban del Leone Minore (子獅子星座の蛮?, Lionet no Ban), o più semplicemente Ban nel doppiaggio televisivo italiano, è il Bronze Saint appartenente alla costellazione del Leone Minore. Di corporatura robusta e muscolosa e di carattere taciturno (nel manga parla in una sola vignetta), Ban è uno degli orfani cresciuti da Mitsumasa Kido (nel manga, invece, è uno dei suoi 100 figli) ed è stato inviato alle falde del monte Kilimangiaro, in Tanzania, per ottenere il Bronze Cloth del Leone Minore. Riuscito nell'impresa fa ritorno in Giappone per partecipare alle Galaxian Wars, torneo indetto da Saori Kido per eleggere il nuovo Gold Saint del Sagittario. Nonostante le aspettative su di lui viene sconfitto facilmente da Jabu dell'Unicorno. Successivamente fa sporadiche apparizioni nel corso della serie, difendendo Saori prima al Grande Tempio (quando la fanciulla rimane ferita dalla freccia di Tramy) e successivamente, ma solo nell'anime, da Syd. Durante la guerra contro Ade, invece, protegge Seika, sorella di Seiya.
L'unica tecnica di Ban è il Lionet Bomber (ライオネット・ボンバー?, Raionetto bonbā), che consiste nel lanciarsi contro l'avversario e stringergli il collo con le ginocchia, fino a fargli perdere conoscenza. Come tutti i Saint di Atena anche Ban indossa un Cloth (o Sacra Armatura), più precisamente il Bronze Cloth (o Armatura di bronzo) del Leone Minore, che rappresenta proprio l'omonimo animale. La versione manga ha un diadema molto piccolo, con una fibbia simile a quella di Shun di Andromeda e due protezioni rotonde per le orecchie. Nella versione anime, invece, l'elmo è di maggiori dimensioni e rappresenta la testa del leone, il cui muso, occhi e naso proteggono la fronte e parte del cranio, mentre le zanne scendono accanto agli occhi.
Oltre alla serie principale, Ban compare anche nel manga Saintia Sho e nell'anime Saint Seiya Ω. In quest'ultima serie rinuncia al suo Bronze Cloth (che viene ereditato da Souma) e, insieme a Nachi, diventa l'istruttore dei nuovi Steel Saint. Successivamente diventa lui stesso uno Steel Saint, indossando un'armatura d'acciaio personalizzata, dalle forme simili a quelle originali della sua corazza di bronzo.

Il suo nome in giapponese significa "barbaro".

### Ichi dell'Idra
Ichi dell'Idra (海ヘビ星座の市?, Hydra no Ichi), o più semplicemente Aspides nel doppiaggio televisivo italiano, è il Bronze Saint appartenente alla costellazione dell'Idra. Dall'aspetto, la voce e i comportamenti sgraziati e viscidi, Ichi è un personaggio molto inquietante: una sua caratteristica peculiare, infatti, è quella di avere i bulbi oculari completamente neri e ciò rende praticamente indistinguibili sia l'iride che la pupilla. È uno degli orfani cresciuti da Mitsumasa Kido (nel manga, invece, è uno dei suoi 100 figli) ed è stato inviato in Finlandia per ottenere il Bronze Cloth dell'Idra. Riuscito nell'impresa fa ritorno in Giappone per partecipare alle Galaxian Wars, torneo indetto da Saori Kido per eleggere il nuovo Gold Saint del Sagittario. Nonostante le sue zanne avvelenate, Ichi viene facilmente sconfitto da Hyoga con la Diamond Dust. Successivamente fa sporadiche apparizioni nel corso della serie, difendendo Saori prima al Grande Tempio (quando la fanciulla rimane ferita dalla freccia di Tramy) e successivamente, ma solo nell'anime, da Syd. Durante la guerra contro Ade, invece, protegge Seika, sorella di Seiya.
L'unica tecnica di Ichi è il Mellow Poison (メロウ・ポイズン?, Merou Poizun) (Zanne Avvelenate nella traduzione italiana del manga di Granata Press e Zanne Velenose nel doppiaggio italiano dell'anime), con cui utilizza gli artigli della sua armatura, intrisi di un veleno mortale che agisce in pochi minuti. Gli artigli fuoriescono dal dorso delle mani e anche dalle ginocchiere dell'armatura e hanno la capacità di rigenerarsi quasi subito e all'infinito. Come tutti i Saint di Atena anche Ichi indossa un Cloth (o Sacra Armatura), più precisamente il Bronze Cloth (o Armatura di bronzo) dell'Idra, che rappresenta proprio l'omonimo animale mitologico.

Oltre alla serie principale, Ichi compare anche nei manga Saintia Sho e Episode G Assassin e nell'anime Saint Seiya Ω. In quest'ultima serie tradisce Atena e si unisce temporaneamente a Mars, che gli affida il Silver Cloht dell'Idra Maschio. Diventato un Silver Saint, Ichi aumenta il suo bagaglio di tecniche, come il Paralyze Baiser (パラライズ・ベーゼ?, Pararaizu Bēze) (attacco simile al Mellow Poison che paralizza i nemici), l'Hydrus Gorgeous Kick (ヒドラス・ゴージャス・キック?, Hidorasu Gōjasu Kikku) (ovvero un calcio dall'alto) e l'Hydrus Thousand Paralyze (ヒドラス・サウザンド・パラライズ?, Hidorasu sauzando Pararaizu). Quest'ultima, però, non viene mostrata nella serie, poiché Ichi viene sconfitto da Kouga prima ancora di usarla. Dopo questa sconfitta, pentitosi per le sue azioni malvagie, Ichi si schiera nuovamente dalla parte di Atena, abbandona il Silver Cloth dell'Idra Maschio per tornare al suo Bronze Cloth classico.

### Geki dell'Orsa
Geki dell'Orsa (大熊星座の檄?, Bear no Geki), o più semplicemente Gerki nel doppiaggio televisivo italiano, è il Bronze Saint appartenente alla costellazione dell'Orsa Maggiore. È uno degli orfani cresciuti da Mitsumasa Kido (nel manga, invece, è uno dei suoi 100 figli) ed è stato inviato in Canada, nei pressi delle Montagne Rocciose, per ottenere il Bronze Cloth dell'Orsa. Riuscito nell'impresa fa ritorno in Giappone per partecipare alle Galaxian Wars, torneo indetto da Saori Kido per eleggere il nuovo Gold Saint del Sagittario. Di grande corporatura e di carattere arrogante, Geki viene sorteggiato per combattere contro Seiya. Inizialmente sembra prevalere grazie alla sua grande forza e alla sua stretta micidiale, ma Seiya riesce a bruciare maggiormente il suo cosmo e a sconfiggerlo. Successivamente fa sporadiche apparizioni nel corso della serie, difendendo Saori prima al Grande Tempio (quando la fanciulla rimane ferita dalla freccia di Tramy) e successivamente, ma solo nell'anime, da Syd. Durante la guerra contro Ade, invece, protegge Seika, sorella di Seiya.
L'unica tecnica di Geki è il Hanging Bear (ハンギングベアー?, Hangingu Beā) (Stretta dell'Orsa del doppiaggio italiano dell'anime), basata unicamente sulla forza fisica. Questa tecnica consiste nell'afferrare con le mani l'avversario, generalmente per il collo, per poi strangolarlo o stritolarlo. La forza della stretta è tale da permettere a Geki di uccidere senza sforzo gli orsi selvaggi e può esercitare una pressione massima di 3000 kg (1900 kg nell'enciclopedia Taizen). Come tutti i Saint di Atena anche Geki indossa un Cloth (o Sacra Armatura), più precisamente il Bronze Cloth (o Armatura di bronzo) dell'Orsa Maggiore, che rappresenta proprio l'omonimo animale appoggiato a terra con tutte le quattro zampe.
Oltre alla serie principale, Geki compare anche nel manga Saintia Sho e nell'anime Saint Seiya Ω. In quest'ultima serie si è ritirato dal ruolo di Bronze Saint ed è diventato istruttore della Palestra, la scuola per i futuri Saint di Atena. Successivamente diventa uno Steel Saint, indossando un'armatura d'acciaio personalizzata, dalle forme simili a quelle originali della sua corazza di bronzo.

Il suo nome originale in giapponese significa "violento" o "feroce". 

### Nachi del Lupo
Nachi del Lupo (狼星座の那智?, Wolf no Nachi), o più semplicemente Black nel doppiaggio televisivo italiano, è il Bronze Saint appartenente alla costellazione del Lupo. È uno degli orfani cresciuti da Mitsumasa Kido (nel manga, invece, è uno dei suoi 100 figli) ed è stato inviato a Boni Hills, in Liberia, per ottenere il Bronze Cloth del Lupo. Riuscito nell'impresa fa ritorno in Giappone per partecipare alle Galaxian Wars, torneo indetto da Saori Kido per eleggere il nuovo Gold Saint del Sagittario. Durante il torneo, tuttavia, viene sconfitto con un solo colpo (il Phoenix Genmaken) da Ikki, arrivato al Colosseo Grado per rubare il Gold Cloth del Sagittario. Successivamente fa sporadiche apparizioni nel corso della serie, difendendo Saori prima al Grande Tempio (quando la fanciulla rimane ferita dalla freccia di Tramy) e successivamente, ma solo nell'anime, da Syd. Durante la guerra contro Ade, invece, protegge Seika, sorella di Seiya.
L'unica tecnica di Nachi è il Dead Howling (デッド・ハウリング?, Deddo Hauringu). Lo si intravede in pochissime occasioni, ad esempio durante la battaglia tra i Bronze Saint e i soldati semplici del Grande Tempio, e consiste nel colpire l'avversario con un pugno alla velocità del suono. Nell'enciclopedia Taizen viene specificato che questo colpo ha la caratteristica di lacerare ciò che colpisce (proprio come le zanne di un lupo). Come tutti i Saint di Atena anche Nachi indossa un Cloth (o Sacra Armatura), più precisamente il Bronze Cloth (o Armatura di bronzo) dell'Lupo, che rappresenta proprio l'omonimo animale appoggiato a terra con tutte le quattro zampe.

Oltre alla serie principale, Ban compare anche nel manga Saintia Sho e nell'anime Saint Seiya Ω. In quest'ultima serie rinuncia al suo Bronze Cloth (che viene ereditato da Haruto) e, insieme a Ban, diventa l'istruttore dei nuovi Steel Saint. Successivamente diventa lui stesso uno Steel Saint, indossando un'armatura d'acciaio personalizzata, dalle forme simili a quelle originali della sua corazza di bronzo.

### June del Camaleonte
June di Chameleon (カメレオン星座のジュネ?, Chamaeleon no June), o più semplicemente Nemes nel doppiaggio televisivo italiano, è la Bronze Saint appartenente alla costellazione del Camaleonte. Insieme a Shun, del quale è innamorata, fa parte del ristretto gruppo di allievi di Dedalus di Cefeo, il Silver Saint dell'isola di Andromeda, localizzata al largo della Somalia nell'Oceano Indiano. Dopo la morte di Dedalus per mano di Aphrodite dei Pesci, Nemes si reca in Giappone, ponendosi davanti a Shun con la sua frusta. Toltasi la maschera dal viso, June supplica Shun di non partire per il Grande Tempio, ricevendo, purtroppo, una risposta negativa. Svenuta, June viene successivamente lasciata riposare a Villa Kido, mentre Shun parte per il Grande Tempio insieme a Saori e ai suoi compagni.
Nell'adattamento anime realizzato negli anni ottanta le vicende che riguardano June sono state leggermente modificate. Lei e Shun non sono stati allenati da Dedalus (che non esiste nell'anime), ma da Albione, ucciso da Milo dello Scorpione con l'aiuto di Aphorodite. Prima della partenza di Shun al Grande Tempio, Nemes lo attacca con la sua frusta, bloccandolo al polso ed affermando di essere pronta a tutto pur di fermarlo. Costretto a reagire, Shun atterra June, facendole cadere sia frusta che maschera. La ragazza scoppia in lacrime e chiede a Shun di non partire, quando all'improvviso i due vengono interrotti da Reda, Spica (altri due allievi di Albione e creati appositi mante per l'anime). Dopo che Shun riesce ad avere la meglio sui due nemici, June viene affidata alle cure degli Steel Saint, per poi scomparire del tutto dalla serie.
June è una dei pochi Saint a non possedere apparentemente un vero e proprio colpo segreto. Per lottare, infatti, utilizza esclusivamente la sua frusta. Come tutti i Saint di Atena anche June indossa un Cloth (o Sacra Armatura), più precisamente il Bronze Cloth (o Armatura di bronzo) del Camaleonte, che rappresenta proprio l'omonimo animale acquattato a terra. Il blocco centrale forma il grosso del corpo, mentre la frusta fa da coda.
Nella prima pubblicazione del manga sul mensile Weekly Shonen Jump, alla sua prima apparizione, June è praticamente nuda sotto l'armatura. La corazza lascia scoperti i fianchi, e la donna non indossa pantaloni ed ha le gambe del tutto scoperte. La cosa venne evidentemente ritenuta eccessiva e modificata nella versione a volume, con un paio di pantaloni scuri e l'armatura integrale sui fianchi.

Il nome "June" viene dall'inglese "Giugno", che deriva a sua volta dal nome della Dea romana "Giunone". L'uso di questo nome ha una storia particolare, quando Kurumada era agli inizi con Saint Seiya, diede un'intervista ad un magazine chiamato "June" e venne chiesto allo stesso autore se in Saint Seiya sarebbe stato possibile far comparire un personaggio con il nome del magazine. E a quanto pare la richiesta fu accolta.

### Saint del Bulino
Nella serie classica non compare nessun Bronze Saint appartenente alla costellazione del Bulino. Il Bronze Cloth del Bulino, infatti, esordisce nell'enciclopedia Taizen. L'armatura è dotata di alcuni attrezzi, che, pur non essendo sempre indispensabili, facilitano la creazione/riparazione delle armature. L'unica immagine esistente di questa armatura la mostra sotto forma di totem, che rappresenta un uomo a mezzo busto.

### Dohko e Shion
All'inizio del manga Next Dimension viene rivelato che Shion e Dohko erano originariamente dei Bronze Saints prima di essere promossi a Gold Saint dell'Ariete e della Bilancia allo scoppiare della guerra sacra contro il dio Hades nel diciottesimo secolo. I 2 si sono addestrati sin da quando erano molto piccoli insieme ai giovani Gold Saint del diciottesimo secolo e anche al loro amico Suikyo, il loro mentore era Odysseus.

### Knights of the Zodiac Netflix
Questi Bronze Saint appaiono anche nella serie in CGI Original Netflix/Chruncyroll Knights of the Zodiac basata sul manga e anime classico.

## Bronze Saints apparsi in altre opere

### Episode G
| N. | Bronze Saint | Costellazione | Apparizione |
| -- | ------------ | ------------- | ----------- |
| 1  | Retsu        | Lince         | Episode G   |

### The Lost Canvas
I Bronze Saint di Lost Canvas sono non canonici e non appaio in nessun altra opera o spinoff di Saint Seiya. 
| N. | Bronze Saint | Costellazione | Apparizione     |
| -- | ------------ | ------------- | --------------- |
| 1  | Tenma        | Pegaso        | The Lost Canvas |
| 2  | Yato         | Unicorno      | The Lost Canvas |
| 3  | Douglas      | Orsa Maggiore | The Lost Canvas |
| 4  | Junkers      | Lupo          | The Lost Canvas |
| 5  | Bleriot      | Leone Minore  | The Lost Canvas |

### Gigantomachia
| N. | Bronze Saint | Costellazione | Apparizione   |
| -- | ------------ | ------------- | ------------- |
| 1  | Yuri         | Sestante      | Gigantomachia |

### Saint Seiya Ω
| N. | Bronze Saint              | Costellazione          | Apparizione    |
| -- | ------------------------- | ---------------------- | -------------- |
| 1  | Kouga                     | Pegaso                 | Saint Seiya Ω  |
| 2  | Souma                     | Leone Minore           | Saint Seiya Ω  |
| 3  | Yune                      | Aquila (costellazione) | Saint Seiya Ω  |
| 4  | Ryuhou                    | Dragone                | Saint Seiya Ω  |
| 5  | Eden                      | Orione                 | Saint Seiya Ω  |
| 6  | Haruto, Yoshitomi         | Lupo                   | Saint Seiya Ω  |
| 7  | Hyoga                     | Cigno                  | Serie classica |
| 8  | Shun                      | Andromeda              | Serie classica |
| 9  | Ikki                      | Fenice                 | Serie classica |
| 10 | Ichi                      | Idra                   | Serie classica |
| 11 | Kitalpha, Celeris, Subaru | Cavallino              | Saint Seiya Ω  |
| 13 | Spear                     | Dorado                 | Saint Seiya Ω  |
| 14 | Mirapolos                 | Lince                  | Saint Seiya Ω  |
| 15 | Argo                      | Pesce Volante          | Saint Seiya Ω  |
| 16 | Komachi                   | Gru                    | Saint Seiya Ω  |
| 17 | Hook                      | Compasso               | Saint Seiya Ω  |
| 18 | Luciano                   | Regolo                 | Saint Seiya Ω  |
| 19 | Dali                      | Corona Boreale         | Saint Seiya Ω  |
| 20 | Arné                      | Lepre                  | Saint Seiya Ω  |
| 21 | Güney                     | Delfino                | Saint Seiya Ω  |
| 22 | Gray                      | Colomba                | Saint Seiya Ω  |
| 23 | Paradise                  | Uccello del Paradiso   | Saint Seiya Ω  |
| 24 | Rudolph                   | Renna                  | Saint Seiya Ω  |